# Моргенштерн, Соня
Соня Моргенштерн (нем. Sonja Morgenstern; род. 22 января 1955 года в Франкенберге, Саксония, Восточная Германия) — восточно-германская фигуристка, выступавшая в одиночном разряде. Трёхкратная чемпионка ГДР, бронзовый призёр чемпионата Европы 1972 года.

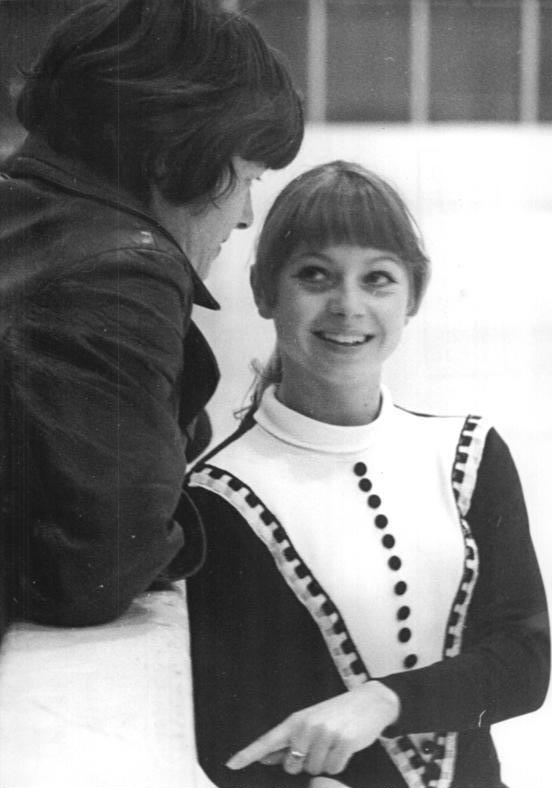
Соня Моргенштерн со своим тренером Юттой Мюллер.

## Карьера
Моргенштерн тренировалась у знаменитой Ютты Мюллер в Хемнице и представляла клуб «СК Карл-Маркс-Штадт» и ГДР. В 1966 году она выиграла Спартакиаду по фигурному катанию, а двумя годами позже она участвовала в зимних Олимпийских играх 1968 года. В 1972 исполняла тройной прыжок - сальхов (единственная из одиночниц тех лет на международных соревнованиях, в т.ч. впервые среди одиночниц на чемпионате мира). На чемпионате Европы 1972 года завоевала бронзу. На Олимпийских играх-1972 после восьмого места в обязательных фигурах заняла третье место в произвольной программе, причем двое судей поставили Моргенштерн на первое место с оценками 5,9. Её основной конкуренткой в восточно-германской сборной была Кристине Эррат.
В 1973 году Моргенштерн закончила любительскую спортивную карьеру в результате травмы.
Получила педагогическое образование. Позже работала тренером по фигурному катанию в Хемнице. Например, была первым тренером Штефана Линдеманна.

Она отказалась от преподавания в 1981 году из-за болезни сына Михаэля, который нуждался в специальном уходе в первые годы его жизни. Позже она стала косметологом. Сейчас с мужем живёт в небольшом городке на севере Германии, где работает преподавателем в школе, которая готовит специалистов по косметике.

## Спортивные достижения
| Соревнования                     | 1967—68 | 1968—69 | 1969—70 | 1970—71 | 1971—72 | 1972—73 |
| -------------------------------- | ------- | ------- | ------- | ------- | ------- | ------- |
| Зимние Олимпийские игры          | 28      |         |         |         | 6       |         |
| Чемпионаты мира                  | 20      | WD      | 11      | 6       | 5       | 8       |
| Чемпионаты Европы                | 17      | 12      | 9       | 4       | 3       | WD      |
| Чемпионаты ГДР                   |         | 2       | 2       | 1       | 1       | 1       |
| Приз газеты «Московские новости» |         | 3       |         |         |         |         |